# Elegy (album)
Elegy är en EP av det tyska bandet Leaves' Eyes, utgivet 2005.

## Låtlista
1. "Elegy (Single Version)" - 4:33
2. "Senses Capture" - 4:58
3. "A Winter's Poem" - 4:06
4. "Solemn Sea (Demo Version)" - 3:47
5. "Mot Fjerne Land" - 2:28
6. "Elegy (Album Version)" – 5:06